# Jekyll + Hyde
Jekyll + Hyde è il quarto album in studio del gruppo country rock statunitense Zac Brown Band, pubblicato nel 2015.

## Tracce
1. Beautiful Drug – 3:11
2. Loving You Easy – 2:35
3. Remedy – 3:51
4. Homegrown – 3:25
5. Mango Tree (feat. Sara Bareilles) – 3:41
6. Heavy Is the Head (feat. Chris Cornell) – 3:59
7. Bittersweet – 5:10
8. Castaway – 3:08
9. Tomorrow Never Comes – 3:58
10. One Day – 3:49
11. Dress Blues – 5:30
12. Young and Wild – 3:14
13. Junkyard – 7:13
14. I'll Be Your Man (Song for a Daughter) – 5:48
15. Wildfire – 2:46
16. Tomorrow Never Comes (Acoustic Version) – 4:36